# Scheppersinstituut Mechelen

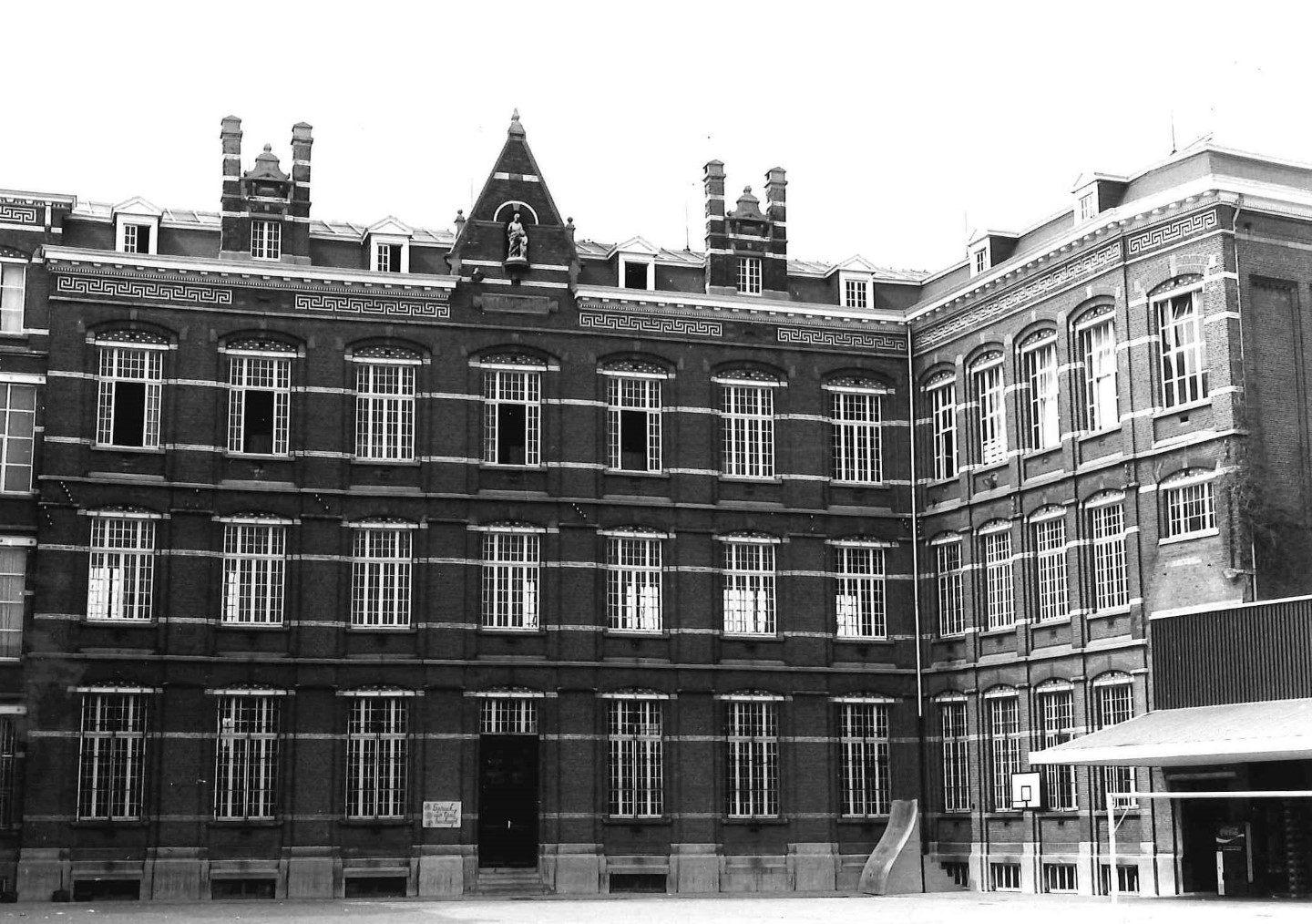

Het Scheppersinstituut Mechelen is een katholieke school aan de Melaan in Mechelen voor basis-, kleuter- en secundair onderwijs.
De school werd in 1851 opgericht door kanunnik Victor Scheppers. Vóór de oprichting ervan was het een middag- en zondagschool waar kinderen godsdienstonderwijs konden krijgen.
Grote delen van het Scheppersinstituut werden beschermd: sinds 1975 wordt de kapel als monument beschermd en sinds 2005 worden meerdere onderdelen van de school als monument beschouwd. Sinds 2009 is het hele gebouw vastgesteld als bouwkundig erfgoed.

## Bekende oud-leerlingen
- Barrois Francois JMS (1950 - 1952) Beheerder Bestuurder van Vennootschappen NV. Casarenta. Website; http://www.barrois.be
- Kamiel Van Damme (1943), oud-speler van KV Mechelen[4]
- Frank Deboosere (1958), Vlaams weerman voor de VRT en Snor van het Jaar 1994
- Wesley Muyldermans (1977), schrijver / freelance tekstschrijver
- Carl De Crée, judoka en hoogleraar inspanningsfysiologie en sportgeneeskunde
- Geert Antonio (1980), Vlaams politicus voor de N-VA en burgemeester van Rumst[5]
- Martha Canga Antonio (1995), Belgisch-Angolese actrice en zangeres[6]
- Luc Deflo, (1958-2018) Schrijver
- Greet Geypen, (1977) Schepen in Mechelen vanaf januari 2007 voor Open VLD